# Powiat Nishitama
Powiat Nishitama (jap. 西多摩郡 Nishitama-gun) – powiat w Japonii, w zachodniej części prefektury Tokio. Ma powierzchnię 375,86 km². W 2020 r. mieszkało w nim 55 577 osób, w 21 775 gospodarstwach domowych  (w 2010 r. 58 719 osób, w 20 969 gospodarstwach domowych).

## Podział administracyjny
W skład powiatu wchodzą:
- 3 miasta: Hinode, Mizuho, Okutama,
- wieś: Hinohara.